# Aguilares (Texas)
Aguilares è un census-designated place (CDP) degli Stati Uniti d'America della contea di Webb nello Stato del Texas. La popolazione era di 21 abitanti al censimento del 2010.

## Geografia fisica
Aguilares è situata a 27°27′06″N 99°05′36″W (27.451627, -99.093233).
Secondo lo United States Census Bureau, il CDP ha una superficie totale di 0,78 km², dei quali 0,78 km² di territorio e 0 km² di acque interne (0% del totale).

## Storia
Le origini di Aguilares risalgono al 1870. Prende il nome dai primi coloni e allevatori, José, Locario, Francisco, Próspero e Librado Aguilar. Divenne una fermata della Texas-Mexican Railroad nel 1881 e nove anni dopo fu creato un ufficio postale. La popolazione era di 1 500 abitanti nel 1910, ma quattro anni dopo, secondo i dati, era di appena 300 abitanti. La famiglia Aguilar possedeva un negozio, una delle due attività commerciali della comunità.
Quando il petrolio fu scoperto nella vicina Oilton, c'erano grandi aspettative per la città, ma la presenza di una ferrovia, nel bene o nel male, segnò le sorti della città, poiché molte persone si trasferirono nel vicino capoluogo di contea di Laredo. Negli anni 1930, l'ufficio postale fu chiuso e nel 1939 la popolazione di Aguilares era di dieci abitanti.
Nel 1945, la popolazione era aumentata a venticinque abitanti, ma secondo il censimento del 1990, la popolazione era di dieci abitanti.

## Società

### Evoluzione demografica
Secondo il censimento del 2010, la popolazione era di 21
abitanti.

### Etnie e minoranze straniere
Secondo il censimento del 2010, la composizione etnica del CDP era formata dal 90,48% di bianchi, il 4,76% di afroamericani, lo 0% di nativi americani, lo 0% di asiatici, lo 0% di oceanici, lo 0% di altre razze, e il 4,76% di due o più etnie. Ispanici o latinos di qualunque razza erano l'85,71% della popolazione.